# Wardlow (catch)
 (novembre 2021).
Pour les articles homonymes, voir Wardlow.
Michael Austin Wardlow (né le 19 janvier 1988 à Cleveland, Ohio) est un catcheur (lutteur professionnel) américain. Il travaille actuellement à la All Elite Wrestling, sous le nom de Wardlow.

## Jeunesse
Michael Wardlow est né à Cleveland. Il se passionne assez jeune pour le catch et a comme idole Hulk Hogan et The Ultimate Warrior. Au lycée, il commence à faire du culturisme en plus d'être un des joueurs de l'équipe de football américain. Il fait aussi de la boxe et du ju-jitsu durant sa jeunesse.

## Carrière de catcheur

### Débuts (2014-2019)
Michael Wardlow s'entraîne pour devenir catcheur auprès de Josh Emanuel. Il fait ses débuts en mars 2014 à l'American Revolution Wrestling, une petite fédération de catch de l'Ohio, où il perd face à Nickie Valentino.
À la fin de l'année 2014, il rejoint l'International Wrestling Cartel (IWC), une fédération de catch basée en Pennsylvanie. Il y est mis en valeur puisque l'IWC le présente comme un catcheur indestructible avec une série d'invincibilité. Il y remporte notamment le championnat du monde poids lourd de l'IWC à trois reprises.

### All Elite Wrestling (2019–...)
Le 27 octobre 2019, il signe officiellement avec la All Elite Wrestling. Le 13 novembre à Dynamite, il fait sa première apparition en étant engagé comme garde du corps par MJF, qui est en rivalité avec Cody.
Le 19 février 2020 à Dynamite, il dispute son premier match en perdant face à Cody dans un Steel Cage Match.
Le 1er juillet à Fyter Fest, MJF et lui perdent face à Jurassic Express (Jungle Boy et Luchasaurus).

#### The Inner Circle (2020–2021)
Le 7 novembre à Full Gear, MJF bat Chris Jericho, permettant à son employeur et lui de rejoindre l'Inner Circle,.

#### The Pinnacle (2021-2022)
Le 10 mars à Dynamite, MJF est renvoyé du Inner Circle. En effet, Sammy Guevara fait son retour et révèle à Chris Jericho un enregistrement inattendu : son employeur a demandé à Jake Hager, Ortiz et Santana de se débarrasser du leader du clan, mais son plan a échoué. Ayant créé leur propre clan avec FTR (Cash Wheeler et Dax Harwood), Shawn Spears,Tully Blanchard, MJF et lui-même, appelé The Pinnacle, ils attaquent ensuite le clan rival,. Le 31 mars à Dynamite, ils se font, à leur tour, attaquer par l'Inner Circle.
Le 5 mai à Dynamite: Bloods & Guts, le Pinnacle bat l'Inner Circle dans un Blood & Guts Match par capitulation. Le 30 mai à Double or Nothing, le clan perd face au Inner Circle dans un Stadium Stampede Match.

#### Retour en solo, triple champion TNT de la AEW (2022-2023)
Le 6 mars 2022 à Revolution, il remporte l'anneau dans un Face of the Revolution Ladder Match, battant ainsi Christian Cage, Keith Lee, Orange Cassidy, Powerhouse Hobbs et Ricky Starks. Plus tard dans la soirée, il effectue un Face Turn en aidant CM Punk à battre MJF dans leur Dog Collar Match. Le 9 mars à Dynamite, il annonce quitter le Pinnacle et ne plus travailler pour MJF en tant que garde du corps. La semaine suivante à Dynamite : Saint Patrick's Day Slam, il ne remporte pas le titre TNT de la AEW, battu par Scorpio Sky. Après le combat, il se fait attaquer par Júnior dos Santos, Shawn Spears, son adversaire et son ancien employeur.
Le 29 mai à Double or Nothing, il bat MJF. Après le combat, Tony Schiavone lui annonce être officiellement engagé par la compagnie.
Le 6 juillet à Dynamite, il devient le nouveau champion TNT de la AEW en battant Scorpio Sky dans un Street Fight Match et  remporte le titre pour la première fois de sa carrière, ainsi que son premier titre personnel. Le 4 septembre à All Out, FTR et lui battent The Motor City Machine Guns (Chris Sabin et Alex Shelley) et Jay Lethal dans un 6-Man Tag Team match.
Le 19 novembre à Full Gear, il ne conserve pas sa ceinture, battu par Samoa Joe dans un 3-Way match qui inclut également Powerhouse Hobbs, ce qui met fin à un règne de 136 jours.
Le 5 mars 2023 à Revolution, il redevient champion TNT, pour la seconde fois, en prenant sa revanche sur le Samoan par soumission. 3 soirs plus tard à Dynamite, il ne conserve pas sa ceinture, battu par Powerhouse Hobbs dans un Falls Count Anywhere match.
Le 19 avril à Dynamite, il redevient champion TNT, pour la troisième fois, en prenant sa revanche sur son même adversaire. Le 28 mai à Double or Nothing, il conserve son titre en battant Christian Cage dans un Ladder match. Le 17 juin à Collision, il ne conserve pas sa ceinture, battu par Luchasaurus, ce qui met fin à un règne de 59 jours.

#### The Undisputed Kingdom (2023-...)
Le 4 octobre à Dynamite, il fait son retour après presque 4 mois d'absence, en tant que Heel, et bat rapidement Griff Garrison. Le 30 décembre à Worlds End, après la victoire de Samoa Joe sur MJF pour le titre mondial de la AEW, Roderick Strong, Matt Taven, Mike Bennett et lui se révèlent être les hommes de main du Diable, qui n'est autre qu'Adam Cole. Ensemble, les quatre hommes attaquent l'ancien champion et forment officiellement un clan appelé The Undisputed Kingdom.
Le 3 mars 2024 à Revolution, il bat Chris Jericho, Brian Cage, HOOK, Lance Archer, Powerhouse Hobbs, Dante Martin et Magnus dans un All-Star 8-Man Scramble match et devient aspirant n°1 au titre mondial. Dix soirs plus tard à Dynamite: Big Business, il ne remporte pas la ceinture, battu par Samoa Joe par soumission.

## Palmarès
- All Elite Wrestling
  - 3 fois champion TNT de la AEW

- International Wrestling Cartel
  - 1 fois IWC Super Indy Championship
  - 3 fois IWC World Heavyweight Championship

- Revenge Pro Wrestling
  - 1 fois Revenge Pro World Championship[35]

## Récompenses des magazines
- Pro Wrestling Illustrated

| Année | 2020 | 2021 | 2022 | 2023 | 2024 |
| ----- | ---- | ---- | ---- | ---- | ---- |
| Rang  | 397  | 218  | 67   | 47   | 246  |